# Certhia
Certhia es el género de aves paseriformes que contiene a los agateadores típicos. Es el único género de la subfamilia Certhiinae, que junto a Salpornithinae con el agateador moteado como único miembro, forman la familia Certhiidae.
Los agateadores típicos ocupan gran parte de los bosques de la región templada norte. Normalmente no migran más que desplazamientos locales, como los descensos de las montañas de las especies que viven en el Himalaya.
Los agateadores son pájaros forestales pequeños, todos de apariencia muy similar (tanto que es difícil diferenciarlos cuando ocupan el mismo territorio). Tienen las partes superiores pardas con motas y las inferiores blanquecinas. Tienen picos finos,  puntiagudos y curvados hacia abajo, que usan para sacar insectos de las rendijas entre las cortezas de los árboles. Las plumas de su cola son rígidas y estrechas y las usan como apoyo en los troncos verticales, como los pájaros carpinteros y los trepatroncos. Todas las plumas de la cola menos las dos centrales se mudan en una rápida sucesión, las dos centrales no se mudan hasta que las demás ya han crecido, por lo que el pájaro siempre se puede sostener en su cola.
Suelen construir sus nidos en forma de cuenco en plataformas de ramas escondidos tras las cortezas sueltas del tronco de un árbol. También pueden usar las cajas nido colocados en los troncos si tienen dos aberturas, una para la entrada y otra para salir. Ponen de 3 a 9 huevos (generalmente 5 o 6), que son blancos con motas pardo rojizas. La hembra los incuba durante 14 o 15 días. Los pollos dejan el nido en 15 o 16 días. El macho puede cuidar de ellos mientras la hembra incuba y alimenta a una segunda nidada. Raramente el macho se empareja con una segunda hembra mientras la primera incuba, e incluso hay registros de dos hembras incubando sus puestas una junto a otra en un mismo nido.
Al menos algunas de las especies duermen en pequeñas cavidades alargadas que escavan ellos mismos tras las cortezas sueltas. Pueden dormir solos o en grupos (probablemente familiares) que cuando el frío es intenso pueden llegar a superar los 12 individuos.

## Especies
Según recientes estudios de las secuencias de ADN mitocondrial del  citocromo b y la estructura de sus cantos se reconocen las siguientes especies:
- agateador norteño o euroasiático (Certhia familiaris)
- agateador de Hodgson (Certhia hodgsoni)
- agateador americano (Certhia americana)
- agateador común o europeo (Certhia brachydactyla)
- agateador del Himalaya (Certhia himalayana)
- agateador de Sichuán (Certhia tianquanensis)
- agateador nepalés (Certhia nipalensis)
- agateador gorjipardo (Certhia discolor)
- agateador de Manipur (Certhia manipurensis)

Forman parte de dos linajes evolutivos: las cuatro primeras especies son fruto de la radiación holártica, mientras que las cinco restantes están distribuidas al sur y al este del Himalaya. Una excepción es el agateador de Hodgson, recientemente reconocido como especie aparte, que vive en el sur del Himalaya siendo descendiente de los mismos ancestros que los agateadores norteños. Los miembros del grupo holártico tienen un canto más melodioso, que siempre (excepto el de C. familiaris de China) empieza o termina con un agudo sriih. En cambio el grupo del Himalaya tiene un trino más rápido sin el sonido  sriih.